# Hidrofosfonilación
En química, la hidrofosfonilación se refiere a cualquier reacción en la que la adición a través de un doble enlace genera un fosfonato (RP(O)(OR')2). Los ejemplos incluyen la reacción de Kabachnik–Fields, donde un dialquilfosfito reacciona a través de una imina para formar un aminofosfonato. La reacción es catalizada por bases y está sujeta a organocatálisis. Los compuestos importantes generados por esta reacción incluyen el herbicida común glifosato.

## Reacciones de hidrofosnilación
- Reacción de Kabachnik–Fields
- Reacción de Pudovik
- Reacción de Abramov